# Katherine Bell
Katherine Briana Bell (San Diego, 5 de marzo de 1993) es una jugadora profesional de voleibol estadounidense, juega en la posición de opuesto.

## Palmarés

### Clubes
Campeonato de Big 12 Conference:
- 2012, 2013, 2014, 2015

Campeonato de NCAA:
- 2013
- 2014, 2015

Campeonato de PSL Grand Prix:
- 2018, 2019[2]